# Communauté territoriale d'Ukraine
« Hromada (Ukraine) » redirige ici. Pour le parti politique, voir Hromada (parti politique).
La communauté territoriale ou hromada (en ukrainien : територіальна громада) est une unité administrative désignant un village, plusieurs villages ou une ville, et leurs territoires adjacents. C'est le troisième niveau de collectivités territoriales de l'Ukraine depuis 2020.

## Histoire

### Réforme territoriale (2015-2020)
Depuis l'indépendance de l'Ukraine en 1991, le plus petit niveau d'administration territoriale est la commune (громада).
Dans les années 2010, le gouvernement de l'Ukraine engage une réforme territoriale dont les objectifs sont la décentralisation et l'amélioration de la qualité des institutions locales. L'un des principaux axes de cette réforme est le regroupement des communes (громада) dans des entités administratives plus grandes afin de favoriser leur autonomie : en atteignant une masse critique, elles pourraient disposer de budgets suffisants et de la capacité à exercer efficacement des compétences plus étendues.
De premières tentatives de réforme échouent dans les années 2011-2012.
La loi du 5 février 2015 crée les communautés territoriales intégrées (uk) (Об'єднана територіальна громада). Il s'agit de regroupements de communes sur la base du volontariat. En cinq ans, 1 070 communautés territoriales intégrées sont ainsi créées sous cette forme.

### Création des communautés territoriales (2020)
En 2020, la nouvelle réforme territoriale  gouvernement de l'Ukraine fait de la communauté territoriale un nouvel échelon de collectivités territoriales, dans le but de généraliser l'autonomie locale ; 1 470 communautés territoriales sont créées.
Les communautés territoriales couvrent l'ensemble du territoire national, à l'exception de la république autonome de Crimée qui est sous occupation russe depuis 2014. Les communautés territoriales intégrées (uk) sont transformées en communautés territoriales, et les communes qui n'en faisaient pas partie sont regroupées entre elles.
Les communautés territoriales forment ainsi le troisième échelon de collectivités territoriales, avec les raïons et les oblasts. L'échelon supérieur des raïons est lui aussi réformé la même année : leur nombre passe de 490 à 136, et une partie de leurs compétences est transférée aux communautés territoriales.
Le 12 août 2020, deux communautés territoriales ont fusionné, portant leur nombre total à 1 469.

## Statut

### Création et typologie
L'ensemble du territoire de l'Ukraine est divisé en communautés territoriales, à l'exception de la république autonome de Crimée qui est sous occupation russe depuis 2014, ainsi que des deux villes à statut spécial, Kiev et Sébastopol.
Chaque communauté territoriale est formée à partir de plusieurs communes préexistantes et donc composée de plusieurs localités. Celles-ci se répartissent en trois catégories : les villes, les communes urbaines, et les communes rurales.
Chaque communauté territoriale dispose d'un chef-lieu dans l'une des localités qui la composent, ce qui permet de distinguer trois catégories :
- les communautés territoriales de ville, dont le chef-lieu est une ville ;
- les communautés territoriales urbaines, dont le chef-lieu est une commune urbaine ;
- les communautés territoriales rurales, dont le chef-lieu est une commune rurale.